# Barwinka różowolica
Barwinka różowolica (Pyrilia pulchra) – gatunek średniej wielkości ptaka z rodziny papugowatych (Psittacidae). Występuje w północno-zachodniej części Ameryki Południowej. Nie jest zagrożony wyginięciem. Rzadko spotykany w hodowli.

## Taksonomia
Gatunek ten opisał w 1897 roku Hans von Berlepsch, nadając mu nazwę Pionopsitta pulchra. Jako miejsce typowe wskazał San José nad rzeką Dagua w zachodniej Kolumbii. Obecnie gatunek umieszczany jest w rodzaju Pyrilia. Nie wyróżnia się podgatunków.

## Morfologia
Papugi tego gatunku są zielone. Tył ich głowy jest ciemnobrązowy lub szary. Ich oczy otoczone są różowymi piórami, stąd ich nazwa. Boki głowy są również różowe, jednak nieco jaśniejsze. Boki karku są oliwkowe. Mają zielony ogon zakończony niebieskimi piórami.
Papugi te nie są duże, osiągają masę około 200 g oraz mierzą 23 cm.

## Występowanie
Barwinka różowolica występuje w zachodnim Ekwadorze oraz zachodniej Kolumbii. Przebywa w wilgotnych lasach i na ich obrzeżach, w wysokich lasach wtórnych, na plantacjach. Spotykana zwykle na wysokościach do 1200 m n.p.m., maksymalnie do 1600 m n.p.m.

## Ekologia
Jest to ptak towarzyski, tworzący stada liczące nawet ponad 25 osobników. Żeruje w środkowych i górnych partiach baldachimu lasów. Żywi się drobnymi owocami, niekiedy zjada banany z plantacji.
Rozród słabo poznany. Wiadomo tylko, że sezon lęgowy trwa od stycznia do marca w północnej części zasięgu, a od listopada do grudnia w środkowej. Długość pokolenia to około 7 lat.

## Status zagrożenia i ochrona
Międzynarodowa Unia Ochrony Przyrody (IUCN) uznaje barwinkę różowolicą za gatunek najmniejszej troski (LC – Least Concern). Liczebność populacji nie została oszacowana, ale ptak ten opisywany jest jako rzadki i rozmieszczony plamowo. Ze względu na brak dowodów na spadki liczebności bądź istotne zagrożenia dla gatunku BirdLife International ocenia trend liczebności populacji jako prawdopodobnie stabilny. Gatunek ten jest ujęty w II załączniku konwencji waszyngtońskiej (CITES).